# 蕭敏道
蕭敏道（1527年—？），字曰遜，號全吾，江西南昌府南昌縣人，民籍，明朝政治人物。

## 生平
嘉靖四十三年（1564年）甲子科江西鄉試第八十一名舉人。嘉靖四十四年（1565年）中式乙丑科會試第三百九名，三甲第二百一十七名進士。礼部观政，本年十二月授新昌知县，隆慶三年（1569年）四月行取，闰六月升南刑部主事，六年八月升郎中，万历二年（1574年）十一月升徽州知府，五年正月降用，二月丁忧。九年十二月降福建运同，十二年十一月升福州知府，十四年正月致仕。

## 家族
曾祖蕭盛安；祖父蕭元紹；父蕭時信，母萬氏。兄琛（庠生）、濟道、弟吉道、教道、淑道、錬道、鑑道、敦道、脗道、脉道。